# Glu-P-1
Glu-P-1是一种含氮有机化合物，分子式C11H10N4，属于一种多环杂环化合物，和少一个甲基的Glu-P-2都是酪蛋白或谷氨酸盐等氨基酸衍生物热裂解的产物，有致癌性。